# Isfahan (provincie)
Isfahan of Esfahan (Perzisch: استان اصفهان, Ostān-e Esfahān) is een van de 31 provincies van Iran. De provincie is gelegen in het centrum van het land en de oppervlakte beslaat 107.000 km². De hoofdstad van deze provincie is Eşfahān.
Andere steden zijn:
- Aran
- Bidgol
- Ardestan
- Barkhovar
- Meymeh
- Khomeini Shahr
- Khansar
- Semirom
- Shahr-e-Hana
- Faridan
- Fereidune Shahr
- Falavarjan
- Kashan
- Golpayegan
- Lanjan
- Mobarakeh
- Nain
- Najaf Abad
- Shahreza
- Anarak
- Natanz

Alborz · Ardebil · Oost-Azerbeidzjan · West-Azerbeidzjan · Bushehr · Chahar Mahaal en Bakhtiari · Fars · Gilan · Golestan · Hamadan · Hormozgan · Ilam · Isfahan · Kerman · Kermanshah · Noord-Khorasan · Razavi-Khorasan · Zuid-Khorasan · Khoezistan · Kohgiluyeh en Boyer Ahmad · Kordestan · Lorestan · Markazi · Mazandaran · Qazvin · Qom · Semnan · Sistan en Beloetsjistan · Teheran · Yazd · Zanjan